# Ogun Challenger 1983
L'Ogun Challenger 1983 è stato un torneo di tennis facente parte della categoria ATP Challenger Series nell'ambito dell'ATP Challenger Series 1983. Il torneo si è giocato a Ogun in Nigeria dal 14 al  febbraio 1983 su campi in cemento.

## Vincitori

### Singolare
Larry Stefanki ha battuto in finale  Mike Barr con il punteggio di 5–7, 6–3, 8–6

### Doppio
Robin Drysdale /  Haroon Ismail hanno battuto in finale  Hans-Peter Kandler /  Gerald Mild con il punteggio di 4–6, 7–6, 9–7